# Tuyến xanh lá (Tàu điện ngầm Đài Trung)
Tuyến xanh lá là tuyến tàu điện ngầm tương lai ở Đài Trung được quản lý bỏi Tàu điện ngầm Đài Trung. Hoàn thành xây dựng vào năm 2016, nó hiện đang trong giai đoạn thử nghiệm, và dự kiến mở cửa vào năm 2020. Ngoài ra nó còn bao gồm 2 tuyến mở rộng, một tuyến đi theo hướng Đông và tuyến còn lại đi đến phía Nam Chương Hóa, hiện đã lên kế hoạch xây dựng.

## Tổng quan tuyến

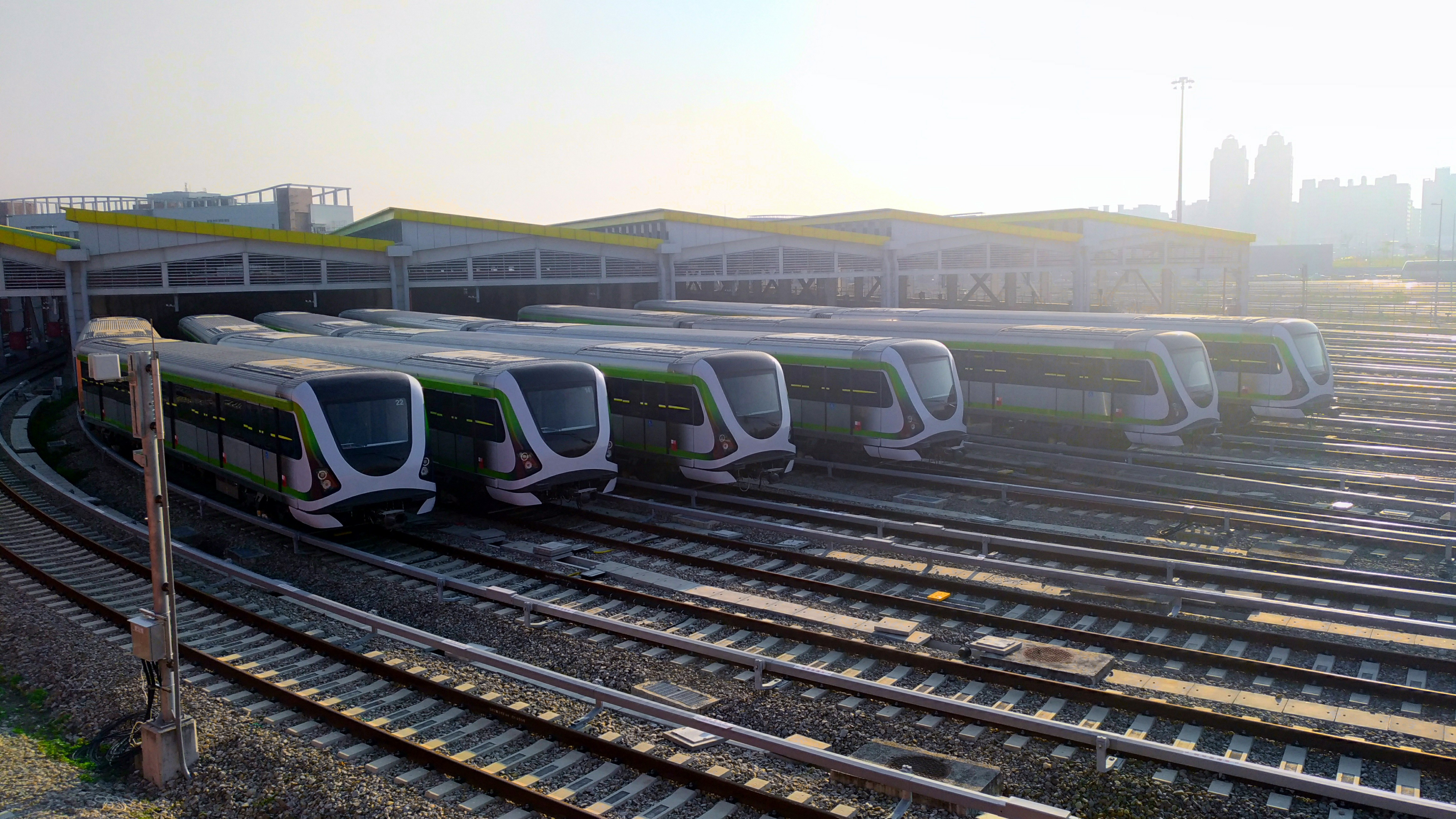
Tàu tại Depot Bắc Đồn.

Hiện tại tuyến đang được xây dựng và còn được gọi là Tuyến Ô Nhật–Văn Tâm–Bắc Đồn (烏日文心北屯線). Nó bắt đầu từ khu Bắc Đồn tại Ga Bắc Đồn và chạy về phía Tây, băng qua TRA Tuyến Đài Trung tại Ga Tùng Trúc. Nó dọc theo đường Văn Tâm (文心路), băng qua khu Tây Đồn và Nam Đồn và tạo thành một hình bán nguyệt trong trung tâm thành phố. Tại Ga Đại Khánh, tuyến chạy song song với tuyến Đài Trung cho đến ga cuối phía Tây tại Ga Đài Trung HSR ở khu Ô Nhật. Toàn tuyến chạy trên cao ngoại trừ một số đoạn nhỏ tại mỗi ga cuối.

## Danh sách ga
Tuyến xanh lá có tổng cộng 25 nhà ga, 18 hiện đang xây dựng. Tên tiếng Anh sử dụng Bính âm.

### Tuyến Ô Nhật–Văn Tâm–Bắc Đồn
| No.  | Tên                                         | Tên                 | Kết nối | Vị trí  | Vị trí    |
| No.  | Tên                                         | Tên                 | Kết nối | Khu     | Huyện     |
| ---- | ------------------------------------------- | ------------------- | --- | ------- | --------- |
| 103a | Bắc Đồn                                     | 北屯總站            | | Bắc Đồn | Đài Trung |
| 103  | Cựu Xã                                      | 舊社                | Tàu điện ngầm Đài Trung: G Đại Khanh mở rộng | Bắc Đồn | Đài Trung |
| 104  | Tùng Trúc                                   | 松竹                | Cục quản lý Đường sắt Đài Loan: Tuyến Đài Trung | Bắc Đồn | Đài Trung |
| 105  | trường tiểu học Tứ Duy (Nhị Phân Bộ)        | 四維國小 (二分埔)   | | Bắc Đồn | Đài Trung |
| 106  | Văn Tâm Sùng Đức                            | 文心崇德            | | Bắc Đồn | Đài Trung |
| 107  | Văn Tâm Trung Thanh (Khu mua sắm Thiên Tân) | 文心中清 (天津商圈) | Tàu điện ngầm Đài Trung: O Tuyến cam (lên kế hoạch) | Bắc     | Đài Trung |
| 108  | trường cao trung Văn Hoa                    | 文華高中            | | Tây Đồn | Đài Trung |
| 109  | Văn Tâm Anh Hoa                             | 文心櫻花            | | Tây Đồn | Đài Trung |
| 110  | tòa thị chính Đài Trung                     | 市政府              | Tàu điện ngầm Đài Trung: B Tuyến xanh dương (lên kế hoạch) | Tây Đồn | Đài Trung |
| 111  | đền Thủy An                                 | 水安宮              | | Nam Đồn | Đài Trung |
| 112  | công viên rừng Văn Tâm                      | 文心森林公園        | | Nam Đồn | Đài Trung |
| 113  | Nam Đồn (Ngũ Quyền Tây Văn Tâm)             | 南屯 (五權西文心)   | | Nam Đồn | Đài Trung |
| 114  | công viên Phong Lạc                         | 豐樂公園            | | Nam Đồn | Đài Trung |
| 115  | Đại Khánh (đại học y dược Trung Sơn)        | 大慶 (中山醫大)     | Cục quản lý Đường sắt Đài Loan: Tuyến Đài Trung | Nam     | Đài Trung |
| 116  | Cửu Trương Lê                               | 九張犁              | | Ô Nhật  | Đài Trung |
| 117  | Cửu Đức                                     | 九德                | | Ô Nhật  | Đài Trung |
| 118  | Ô Nhật                                      | 烏日                | Cục quản lý Đường sắt Đài Loan: Tuyến Đài Trung (ra khỏi ga chuyển đổi)                                                                                                   | Ô Nhật  | Đài Trung |
| 119  | Ga Đài Trung HSR                            | 高鐵臺中站          | Cục quản lý Đường sắt Đài Loan: Tuyến Đài Trung (thông qua Ga Tân Ô Nhật) Đường sắt cao tốc Đài Loan (qua Ga Đài Trung HSR) Tàu điện ngầm Đài Trung: G Chương Hóa mở rộng | Ô Nhật  | Đài Trung |

### Đại Khanh mở rộng
| No. | Tên               | Tên      | Kết nối                                                 | Vị trí  | Vị trí    |
| No. | Tên               | Tên      | Kết nối                                                 | Khu     | Huyện     |
| --- | ----------------- | -------- | ------------------------------------------------------- | ------- | --------- |
| 101 | Viên Sơn tân thôn | 圓山新村 |                                                         | Bắc Đồn | Đài Trung |
| 102 | Quân Công Liêu    | 軍功寮   |                                                         | Bắc Đồn | Đài Trung |
| 103 | Cựu Xã            | 舊社     | Tàu điện ngầm Đài Trung: G Tuyến Ô Nhật–Văn Tâm–Bắc Đồn | Bắc Đồn | Đài Trung |

### Chương Hóa mở rộng
| No. | Tên              | Tên        | Kết nối | Vị trí               | Vị trí     |
| No. | Tên              | Tên        | Kết nối | Khu                  | Huyện      |
| --- | ---------------- | ---------- | --- | -------------------- | ---------- |
| 119 | Ga Đài Trung HSR | 台中高鐵站 | Cục quản lý Đường sắt Đài Loan: Tuyến Đài Trung (thông qua Ga Tân Ô Nhật) Đường sắt cao tốc Đài Loan (qua Ga Đài Trung HSR) Tàu điện ngầm Đài Trung: G Tuyến Ô Nhật–Văn Tâm–Bắc Đồn | Ô Nhật               | Đài Trung  |
| 120 | Thành Công Lĩnh  | 成功嶺     | | Ô Nhật               | Đài Trung  |
| 121 | Hạ Lao Tư        | 下勞胥     | | Ô Nhật               | Đài Trung  |
| 122 | Độ Thuyền Đầu    | 渡船頭     | | Thành phố Chương Hóa | Chương Hóa |
| 123 | Khổ Linh Cước    | 苦苓腳     | | Thành phố Chương Hóa | Chương Hóa |
| 124 | Kim Mã           | 金馬       | Cục quản lý Đường sắt Đài Loan: Tuyến Đài Trung (thông qua Ga Kim Mã, lên kế hoạch)                                                                                                 | Thành phố Chương Hóa | Chương Hóa |